# Sestava Československé hokejové reprezentace na ME 1926
Československé mužstvo tentokrát díky dobrým podmínkám ohledně počasí přijelo po pečlivé přípravě v klubech. Na turnaji se především ve finálové skupině soustředilo na to, aby dalo první gól, a potom se snažilo udržet příznivý stav. O první část plánu se staral především nejlepší střelec Maleček a o druhou brankář Peka.

## Tabulka
| Medaile | Mužstvo        |
| ------- | -------------- |
| Zlato   | Švýcarsko      |
| Stříbro | Československo |
| Bronz   | Rakousko       |

## Sestava
- Jan Peka
- Jaroslav Pospíšil
- Jan Krásl
- Jaroslav Pušbauer
- Václav Doležal
- Jaroslav Jirkovský
- Bohumil Steigenhofer
- Valentin Loos
- Josef Šroubek
- Josef Maleček

Trenérem tohoto výběru byl
| Sestava Československé hokejové reprezentace na ME                  | Sestava Československé hokejové reprezentace na ME           | Sestava Československé hokejové reprezentace na ME                |
| ------------------------------------------------------------------- | ------------------------------------------------------------ | ----------------------------------------------------------------- |
| Předchůdce: Sestava Československé hokejové reprezentace na ME 1925 | 1926 Sestava Československé hokejové reprezentace na ME 1926 | Nástupce: Sestava Československé hokejové reprezentace na ME 1927 |